# Tatsuya Tsuruta
Tatsuya Tsuruta (鶴田 達也 Tsuruta Tatsuya?, nacido el 9 de septiembre de 1982 en Fuji, Shizuoka) es un exfutbolista japonés. Jugaba de guardameta y su último club fue el Kataller Toyama de Japón.

## Trayectoria

### Clubes
| Club            | País  | Año         |
| --------------- | ----- | ----------- |
| Shimizu S-Pulse | Japón | 2001 - 2004 |
| Ventforet Kofu  | Japón | 2002 - 2003 |
| Ventforet Kofu  | Japón | 2005 - 2009 |
| Ehime FC        | Japón | 2010        |
| Kataller Toyama | Japón | 2011 - 2012 |

## Estadística de carrera

### J. League
| Club            | Año   | J. League | J. League | Copa J. League | Copa J. League | Total | Total |
| Club            | Año   | Part.     | Goles     | Part.          | Goles          | Part. | Goles |
| --------------- | ----- | --------- | --------- | -------------- | -------------- | ----- | ----- |
| Shimizu S-Pulse | 2001  | 0         | 0         | 0              | 0              | 0     | 0     |
| Ventforet Kofu  | 2002  | 36        | 0         | -              | -              | 36    | 0     |
| Ventforet Kofu  | 2003  | 14        | 0         | -              | -              | 14    | 0     |
| Shimizu S-Pulse | 2004  | 0         | 0         | 0              | 0              | 0     | 0     |
| Ventforet Kofu  | 2005  | 16        | 0         | -              | -              | 16    | 0     |
| Ventforet Kofu  | 2006  | 4         | 0         | 0              | 0              | 4     | 0     |
| Ventforet Kofu  | 2007  | 16        | 0         | 3              | 0              | 19    | 0     |
| Ventforet Kofu  | 2008  | 1         | 0         | -              | -              | 1     | 0     |
| Ventforet Kofu  | 2009  | 0         | 0         | -              | -              | 0     | 0     |
| Ehime FC        | 2010  | 0         | 0         | -              | -              | 0     | 0     |
| Kataller Toyama | 2011  | 7         | 0         | -              | -              | 7     | 0     |
| Kataller Toyama | 2012  | 14        | 0         | -              | -              | 14    | 0     |
| Total           | Total | 108       | 0         | 3              | 0              | 111   | 0     |

## Palmarés

### Títulos nacionales
| Título             | Club            | País  | Año  |
| ------------------ | --------------- | ----- | ---- |
| Copa del Emperador | Shimizu S-Pulse | Japón | 2001 |